# 果樹王国ひがしね さくらんぼマラソン大会
果樹王国ひがしね さくらんぼマラソン大会（かじゅおうこくひがしね さくらんぼマラソンたいかい）は、山形県東根市で毎年6月に開催されるマラソン大会である。
市民マラソンとしては東北地方で最大級とされている。

## 概要
さくらんぼ生産量が日本一の東根市で行われているマラソン大会である。さくらんぼの品種「佐藤錦」発祥の地である山形県東根市を全国に発信するとともに、市民が一体となり全国から集まるランナーをおもてなしのこころで迎えることで、地元経済の活性化と交流を深めることを目的として開催されている。陸上自衛隊神町駐屯地および神町地内フルーツライン周回コースが会場コースとなっている。参加賞として参加者にはさくらんぼやおにぎり、記念Tシャツが配布される。
山形県の支援を受け、東根温泉のPRと山形新幹線を絡めた誘客事業として企画され、2002年に第1回を開催。以後毎年6月に開催されている。第1回大会にはスペシャルゲストとして小出義雄と2000年シドニーオリンピックの金メダリストである高橋尚子が訪れている。第1回が3408名の参加者であったが、JR東日本の協力もあり、首都圏の駅構内に大会ポスターが貼り出されたり、山手線や京浜線などの車内に中吊りポスターや窓上ポスターが掲出されたことから首都圏からの誘客にも成功し、現在は例年12000名を定員とし開催している。しかし、2020年は新型コロナウイルス感染拡大の影響で中止。翌年の2021年は初のオンライン開催となった。
大会公認ツアーなども組まれている。駐車場は陸上自衛隊神町駐屯地の西門と東門に約5000台分が当日用意される（無料）。また、大会当日はコースに使われる道路で交通規制が行われる。

## 運営
- 主催：山形県東根市
- 主管：果樹王国ひがしねさくらんぼマラソン大会実行委員会
- 共催：東根市議会、東根市教育委員会、東根市スポーツ協会、東根市陸上競技協会、東根市スポーツ推進委員連絡協議会、東根市農業協同組合、東根温泉協同組合、東根市商工会、東根市観光物産協会
- 特別協賛：スリーエムジャパンプロダクツ山形事業所、田村畜産グループ、東根市農業協同組合、コカ・コーラボトラーズジャパン、ミズノ、全国農業協同組合連合会山形県本部、山形カシオ、アイジー工業、ヤマザワ、昭和電工HD山形、日立建機カミーノ、山形共和電業、ベーリンガーインゲルハイム製薬、THK山形工場、フォトクリエイト
- 後援：山形県、東京都中央区、天童市、河北町、山形市、仙台市、山形県教育委員会、山形県スポーツ協会、東日本旅客鉄道株式会社仙台支社、スポーツニッポン新聞社、山形新聞・山形放送、河北新報社、朝日新聞山形総局、読売新聞山形支局、毎日新聞山形支局、産経新聞社山形支局、山形テレビ、テレビユー山形、さくらんぼテレビ、NHK山形放送局、エフエム山形、学校法人日本体育大学
- 運営協力： 陸上自衛隊神町駐屯地、村山警察署、東根市農業協同組合、東根温泉協同組合、天童温泉協同組合、東根市観光物産協会、天童市観光物産協会、河北町観光協会、東根市医師会、北村山公立病院、東根市建設業協会ほか

## 部門・種目
第18回大会より年代が細分化されている。
- ハーフマラソン
  - 18歳 - 29歳
  - 30代
  - 40代
  - 50代
  - 60歳以上
- 10kmの部
  - 高校生 - 29歳
  - 30代
  - 40代
  - 50代
  - 60歳以上
- 5kmの部
  - 高校生 - 29歳
  - 30代
  - 40代
  - 50代
  - 60歳以上
- 3kmの部
  - 小学生高学年（4〜6年生）
  - 中学生
- ファミリーの部（小学生低学年1〜3年生と保護者の2名ペアでの参加）

## その他
- 東根市と同じくさくらんぼの生産地として知られる山形県寒河江市でも「"さがえ"さくらんぼマラソン大会」と題した大会が行われている。